# Gonomyia pallidisignata
Gonomyia pallidisignata är en tvåvingeart som beskrevs av Alexander 1931. Gonomyia pallidisignata ingår i släktet Gonomyia och familjen småharkrankar. Inga underarter finns listade i Catalogue of Life.